# ألامانيون
ألامانيون (بالألمانية: Alamannen) كانوا أصلاً تحالفاً من القبائل الجرمانية تشكل خلال القرن الثالث الميلادي من قبائل الإلبه الجرمانية والسويبية، على الأرجح السمنونيين، اليوثونغيين إضافة إلى قبائل ألمانية أخرى ووحدات عسكرية وتوابعها في المنطقة الواقعة بين الراين، ماين وليخ استقروا حول الجزء العلوي من نهر الماين بالمنطقة التي تقع اليوم في جنوب غرب ألمانيا.
سجل التاريخ حضور الألامانيين على مسرحه للمرة الأولى في كتابات كاسيوس ديو (حوالي 230) في مذكرات عن حملة الإمبراطور كركلا حوالي سنة 213 ميلادي. لكن البعض يشك أن ذكر اسمهم لدى كاسيوس ديو قد أضيف في وقت لاحق إلى كتاباته، ولكن هذه الفرضية ما زالت محل جدل.

## الأصل
تعتبر النظرية القديمة حول أن أصل الألامان من وسط جرمانيا، بالية اليوم. فليست هنالك أي أدلة دامغة تثبت ذلك، لأن ما هو موجود يتعلق فقط بالاكتشافات الأثرية بدون أية مصادر مكتوبة. يقول التفسير الشائع للاسم «ألامان» على أنه مشتق من «عامة الرجال (القوم)». ويعود هذا التفسير إلى المؤرخ الروماني أسينيوس كوادراتوس وقد نقله عنه فقط المؤلف أغاثيوس (نحو 580 ميلادية). يمكن فهم هذا التفسير على أنه للتفريق بين أتباع عشائر معينة وأتباع سائر العشائر المختلفة. فإن كان هذا هو التفسير الصحيح، فإن الاسم يشير إلى نشوء شعب عبر اختلاط رجال (مع عائلاتهم) من عشائر مختلفة. ويعتقد باحثون آخرون، أن "Alamannen" تعني شيئا مثل «الرجال/القوم الحقيقيون».
ينقسم الألامانيون لمجموعات (عشائر) البوسينوبانتيين، البريسيغافيين، اللينتينسيين، الراتوفاريين واليوثونغيين. كما كان هنالك ولغاية حوالي سنة 500 ميلادية، تفريق بين السويبيين والألامان. ومن المرجح أن يكون الاسم القديم للسويبيين "Sueben" قد استمر استخدامه جزئيا. إذ ظهر مرة أخرى في وقت لاحق، عندما أدمجت مواطن الألامان، التي كان يطلق عليها حتى ذلك الحين اسم «ألامانيا»، في الإمبراطورية الرومانية المقدسة للأمة الألمانية (بالألمانية: Heiliger Römischer Reich Deutscher Nation)، كإمارة سوابيا (بالألمانية: Schwaben).

## الموطن

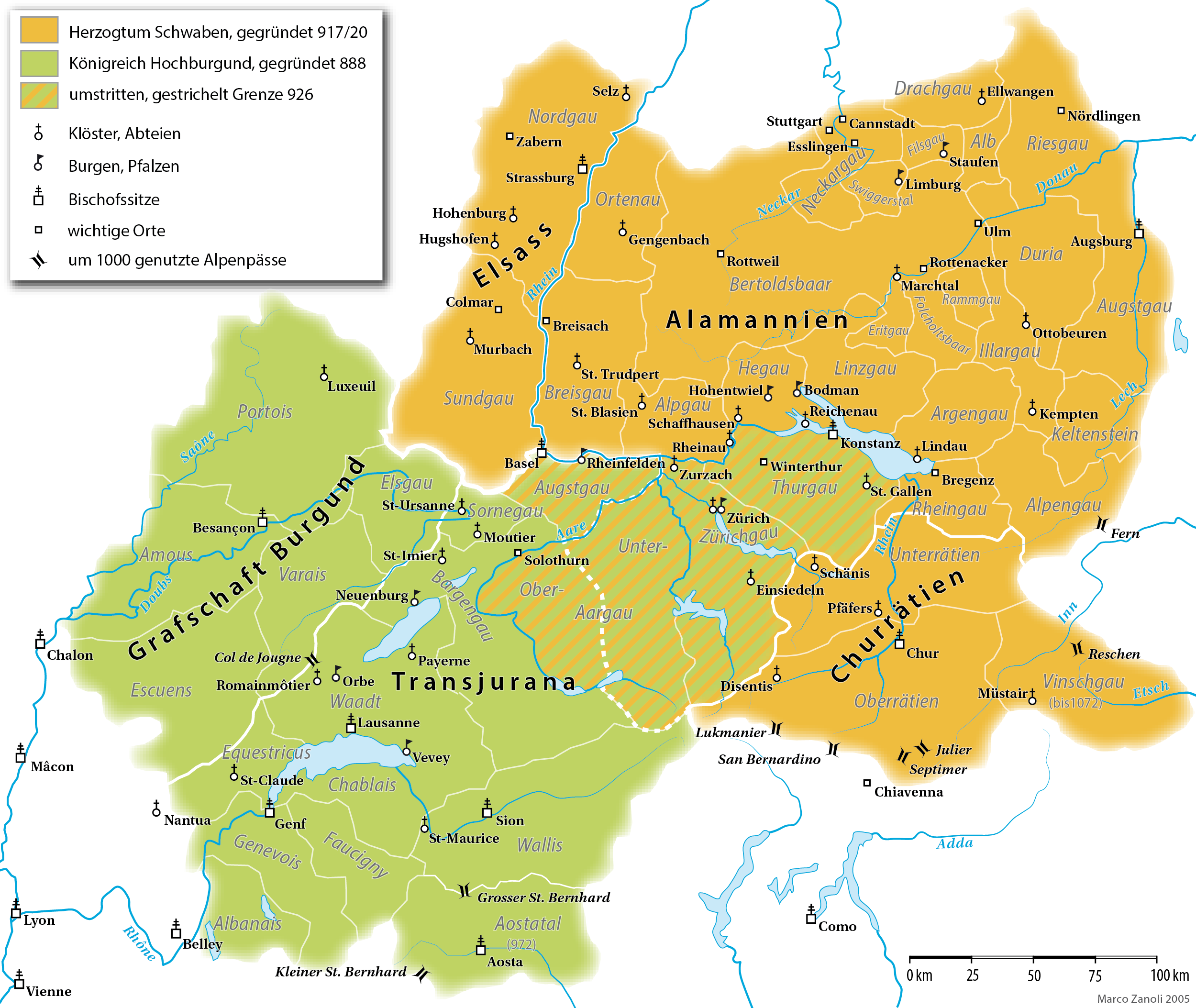
ألامانيا وبورغونيا في القرن العاشر والحادي عشر

سميّت مواطن وأراضي نفوذ الألامانيين كان في أوائل العصور الوسطى ألامانيا. وكانت تغطي في الفترة منذ حوالي العام 500 مناطق انتشار اللهجات الألامانية الحالية والتاريخية (بما فيها السوابية) في بادن-فورتمبرغ (الثلثين الجنوبيين) وبافاريا (خاصة الإقليم الإداري سوابيا) وسويسرا (سويسرا الناطقة باللغة الألمانية)، وليختنشتاين، وفرنسا (الألزاس خاصة)، وفورآرلبرغ وتيرول-(أقليم رويته). بدأ الاستيطان الألاماني لسويسرا الناطقة بالألمانية بعد نهاية القرن السادس الميلادي وفقا لنتائج الأبحاث الأثرية الجديدة.
لا تطابق مواطن الألامان السابقة مناطق انتشار اللهجات الألامانية الحالية. إذ تشير الاكتشافات الأثرية وأسماء المواقع في مناطق واسعة من شرق فرنسا، ووسط ألمانيا وسويسرا إلى توسع ألاماني استيطاني، مؤقت على الأقل، في زمن الهجرات الكبرى للشعوب الجرمانية (قبل 500). وتصل هذه الاكتشافات والأسماء التاريخية شمالاً لمحيط ماينتس وفورتسبورغ، وجنوبا لحدود جبال الألب، وشرقاً لنهر ليخ أو على طول نهر الدانوب حتى مدينة ريغنسبورغ تقريباً، وإلى الغرب حتى الطرف الشرقي من جبال الفوسغين، وخارج بوابة بورغونيا حتى ديجون وحتى البلاد الوسطى بجنوب غرب سويسرا على نهر الآر. وجدت في منطقة واسعة تقع على الحوض الأوسط والأسفل لنهر الإلبه والمناطق المجاورة قطع أثرية تشابه بشكل كبير الاكتشافات الأثرية الألامانية، مما دفع بعض المؤرخين إلى طرح نظرية قدوم مجموعات من الألامان، جزئيا على الأقل، من هذه المنطقة.
كذلك شملت منطقة اللهجات الألامانية مناطق انتشرت فيها القبائل الألامانية أو انتقل سكانها للتخاطب بالألامانية أو الألمانية في العصور الوسطى أو في العصر الحديث. أزاحت الألامانية بدءا من العصور الوسطى الأولى حتى وقت قريب، اللغة الرومانشية، خاصة في جبال الألب السويسرية، مما حرّك الحدود الجنوبية لمنطقة اللجهات إلى محيط بحيرة فالن وبحيرة الأرض إلى داخل وديان غراوبوندن. كان الاستيطان الداخلي لقبائل الفالسيين في العصور الوسطى هو سبب لانتشار الألامانية في كامل منطقة جبال الألب حتى وديان شمال إيطاليا.